# Evan Jenkins
Evan Hollin Jenkins, född 12 september 1960 i Huntington, West Virginia, är en amerikansk republikansk politiker. Han är ledamot av USA:s representanthus sedan 2015.
Jenkins utexaminerades 1983 från University of Florida och avlade sedan 1987 juristexamen vid Samford University.
Han blev 1994 invald i underhuset av West Virginias lagstiftande församling, West Virginia House of Delegates. 2002 blev han invald i delstatens senat, West Virginia Senate.
Jenkins besegrade sittande kongressledamoten Nick Rahall i mellanårsvalet i USA 2014.
Den 8 maj 2017 meddelade Jenkins att han skulle ställa upp i senatsvalet år 2018 i West Virginia. Den 8 maj 2018, exakt ett år efter att han meddelat sin kandidatur för den republikanska nomineringen, förlorade Jenkins primärvalet, han kom på en andra plats till Patrick Morrisey.